# Аджикабул (озеро)
Аджикабу́л или Аджикабульское (азерб. Hacıqabul) — озеро в Азербайджане, находится на границе города республиканского подчинения Ширван и Аджикабульского района.

## География
Располагается на восточной окраине Ширванской равнины, на левом берегу нижнего течения реки Кура. Вдоль восточного берега озера проходит железная дорога. Площадь озера составляет около 16 км², длина — 4,2 км, максимальная ширина — 2,2 км, глубина до 2 м. Озеро подпитывается водами реки Кура, по специальному каналу. Среднегодовая температура воды – 14,5 °C. прозрачность воды в пределах 0,06—2,5 м. По своему происхождению, Аджикабул является остаточным озером, отделившимся от моря.

## История изучения
Хотя систематическое изучение озера началось ещё в середине XX века, первая информация об исследованиях относится ко второй половине XIX века. Один из первых исследователей гидрографии Кавказа – М. Н. Герсеванов отмечал, что в низовьях Куры есть ряд озёр, собирающих часть паводковых вод реки и тем самым уменьшающих ущерб от наводнений, в числе таких он отметил и озеро Аджикабул.

## Растительный и животный мир
К промысловым рыбам озера относятся усач, сазан, сом, щука, судак, карповые, окуневые и белый амур. Из водных растений встречаются рогоз, тростник, уруть колосистая, рдест блестящий.
Используется в основном для рыболовства и частично для орошения. Озеро окружено тростниками, мелкими реками и небольшими лужами, а также является домом для перелетных птиц. В прошлом имело большое значения для аквакультуры региона, однако из-за резкого сокращения уровня воды озеро больше не используется в этих целях.